# 刚果原燕
剛果原燕（学名：Phedinopsis brazzae），也称为布氏原燕，是雀形目燕科刚果原燕属（学名：Phedinopsis）的一种鸟类。
剛果原燕体重约13克，翼长约99.8毫米，嘴峰长约9.2毫米，喙宽度约3.4毫米，喙厚度约2.5毫米，跗蹠长约11.1毫米，尾长约50.6毫米。剛果原燕在其分布区内为留鸟，其栖息在开放的高大树木组成的森林中，食性为肉食性，主要食物来源是陆生无脊椎动物。
剛果原燕分布于刚果民主共和国西南部和安哥拉东北部的河流沿岸区域。该物种是单型物种，没有亚种分化。